# Cotinus nanus
Cotinus nanus là một loài thực vật có hoa trong họ Đào lộn hột. Loài này được W.W.Sm. mô tả khoa học đầu tiên năm 1916.